# Восемь миллионов способов умереть
«Восемь миллионов способов умереть» (англ. 8 Million Ways to Die) — кинофильм 1986 года режиссёра Хэла Эшби в жанре неонуар. Последний фильм этого режиссёра. Экранизация детективного произведения про Мэтью Скаддера, автор — Лоуренс Блок. Сценарий написан автором совместно с Оливером Стоуном и Робертом Тауном.

## Сюжет
Скаддер — детектив в департаменте шерифа. Во время одного из рейдов в наркорайон он застрелил человека. В связи со случившимся Скаддер начинает много пить, за что его увольняют и уходит жена. Пойдя лечиться в Общество анонимных алкоголиков, он встречает таинственную незнакомку… Пытаясь помочь этой женщине, он погружается в мир проституции и наркотиков для того, чтобы найти убийцу. Во время расследования он постоянно находится на грани нового попадания в алкогольную зависимость.

## В ролях
- Джефф Бриджес — Мэтт Скаддер
- Розанна Аркетт — Сара
- Александра Пол — Санни
- Рэнди Брукс — Вилли «Ченс» Уолкер
- Энди Гарсиа — Анхель Мальдонадо
- Томми Листер-младший — охранник
- Вито Руджинис — Даркин

## Критика
Критики дали фильму негативные отзывы: 0 % на Rotten Tomatoes. При том, что бюджет фильма составил 18 миллионов долларов, в прокате он провалился, собрав 1 300 000 долларов и продюсерская компания PSO (Producers Sales Organization), выпустившая его, обанкротилась в 1986 году.